# Serrières, Saône-et-Loire
Serrières este o comună în departamentul Saône-et-Loire, Franța. În 2009 avea o populație de 297 de locuitori.

## Evoluția populației
| An        | 1975 | 1982 | 1990 | 1999 | 2006 | 2009 |
| --------- | ---- | ---- | ---- | ---- | ---- | ---- |
| Populație | 220  | 261  | 266  | 265  | 289  | 297  |